# Масакра (фільм)
«Масакра» (рос. «Масакра») — білоруський художній фільм 2010 року режисера Андрія Кудіненка.

## Сюжет
У загадковий маєток графа Володимира Пазуркевича прибуває Микола Казанцев — молодий чоловік, який має намір вчитися образотворчого мистецтва в Італії, однак, не маючи коштів, змушений ризикнути і вдатись до авантюри. Представившись професором, Казанцев намагається переконливо вдавати, що вивчає багату бібліотеку графа, паралельно встигаючи активно упадати за нареченою Пазуркевича, красунею Ганною. Однак дивні події, що відбуваються в маєтку, втягують гостя у вир містичної і страшній історії...

## У ролях
- Андрій Назимов
- Дмитро Міллер
- Марія Курденевіч
- В'ячеслав Павлють
- Олександр Колбишев
- Світлана Зеленковська
- Сергій Власов
- Оксана Лісова
- Олександр Кашперов
- Поліна Сиркіна
- Іван Мацкевич
- Олег Гарбуз
- Сергій Журавель
- Олена Одинцова
- Олексій Сенчило
- Геннадій Фомін
- Олександр Молчанов
- Олександр Душечкина

## Творча група
- Сценарій: Олександр Качан
- Режисер: Андрій Кудіненко
- Оператор: Павло Зубрицький, Олексій Убийволк
- Композитор: Олег Ходосько